# パハラ

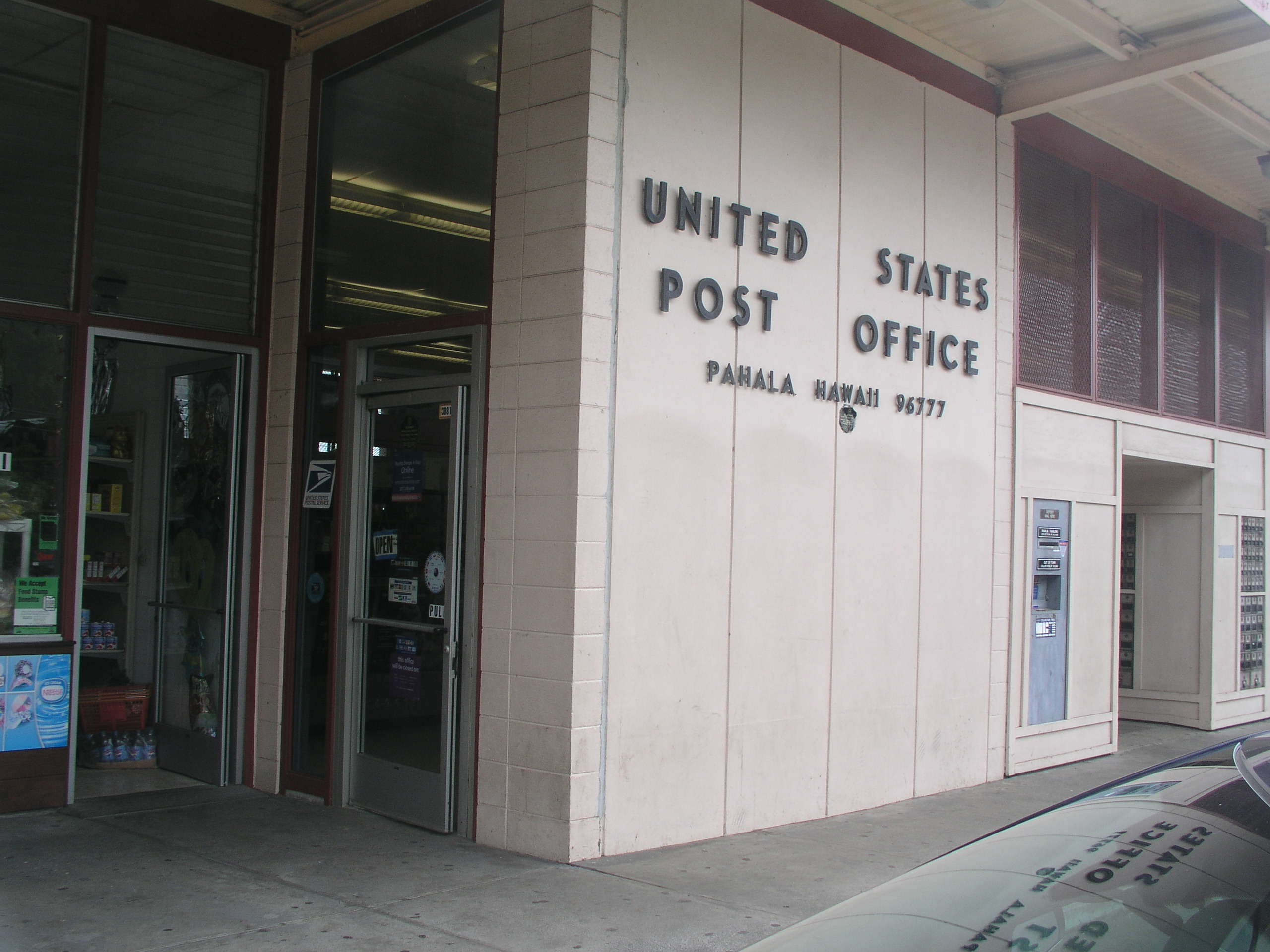
パハラ郵便局

パハラ（ハワイ語: Pāhala）はアメリカ合衆国ハワイ州ハワイ島カウ地区にある町。ハワイ島の南東海岸に存在する。

## 概要
CDPで、人口は1,356人（201年調査）。ヒロまでは52キロ（84マイル）、南のナアレフ（Naalehu）までは19キロ（12マイル）である。ハワイ火山国立公園の入り口までは37キロ（23マイル）。 
長らくハワイのビッグ・ファイブのひとつであるC・ブリュワー会社（C. Brewer & Co.）がサトウキビ畑と工場を運営してきたが、1960～70年代にこれらの運営を止め、マカデミア・ナッツの栽培を行うようになった。現在はカウ・コーヒーとビジターセンターがある。
パハラはカウ地域の中心の町（集落）で、郵便局、病院（Ka'u Hospital）、カウ高校と地区の病院（カウ病院）がある。また、キリスト教会、日本人移民が建てた仏教の寺院、またその近くのWood Valleyには1973年に建立されたチベット仏教の寺院もある。

## 交通
ハワイ州道11号線の51マイルと52マイルの標識の間に、山側のパハラへ行く道（Kamani Street）の標識がある。